# Campeonato NORCECA de Voleibol Femenino de 2013
El Campeonato NORCECA de Voleibol Femenino 2013 fue la XXIII edición del máximo torneo de selecciones femeninas de voleibol pertenecientes a la Confederación de Norteamérica, Centroamérica y el Caribe de Voleibol (NORCECA), se llevó a cabo del 16 al 21 de septiembre de 2013 en Omaha, Estados Unidos.
El campeón clasifica al torneo de cierre de temporada  de la FIVB, la Copa Mundial de Grandes Campeones de Voleibol Femenino FIVB 2013 en noviembre en Japón.

## Equipos participantes
Nueve selecciones se clasificaron para participar en el torneo, las 6 mejores selecciones del ranking NORCECA correspondiente al mes de enero de 2013 y las 3 campeonas zonales de AFECAVOL, CAZOVA y ECVA.
- Estados Unidos (2) (anfitrión)
- Rep. Dominicana (8)
- Cuba (15)
- Puerto Rico (20)
- Canadá (23)
- México (25)
- Costa Rica (26) Campeonas AFECAVOL
- Trinidad y Tobago (33) Campeonas CAZOVA
- Santa Lucía (-) Campeonas ECVA

| Grupo A              | Grupo B        | Grupo C     |
| -------------------- | -------------- | ----------- |
| República Dominicana | Estados Unidos | Puerto Rico |
| Costa Rica           | Cuba           | Canadá      |
| Trinidad y Tobago    | México         | Santa Lucía |

## Procedimiento de desempate
1. Número de partidos ganados
2. Puntos de partido
3. Proporción de puntos
4. Proporción de sets
5. Resultado del último partido entre los equipos empatados

- Partido ganado 3–0: 5 puntos de partido para el ganador, 0 puntos de partido para el perdedor.
- Partido ganado 3–1: 4 puntos de partido para el ganador, 1 punto de partido para el perdedor.
- Partido ganado 3–2: 3 puntos de partido para el ganador , 2 puntos de partido para el perdedor.

## Ronda preliminar
- Del 16 al 18 de septiembre
- Sede:  Arena Ralston
- Todos los horarios corresponden a la hora de Omaha, Estados Unidos ( UTC-05:00 )

- Los dos ganadores de grupo con mejores resultados (ganados-perdidos, puntos, balance de puntos) recibirán pases directos a las semifinales, mientras que el otro ganador de grupo jugará en la fase de cuartos de final con los tres equipos de segundo puesto.[1]

|  | Calificadas para Semifinales        |
|  | Calificadas para Cuartos de final   |
|  | Clasificación del 7.° al 9.° puesto |

### Grupo A
|     |                   | Partidos | Partidos | Partidos |     | Sets | Sets | Sets  | Puntos | Puntos | Puntos |
| Pos | Equipo            | PJ       | PG       | PP       | Pts | SG   | SP   | Ratio | PG     | PP     | Ratio  |
| --- | ----------------- | -------- | -------- | -------- | --- | ---- | ---- | ----- | ------ | ------ | ------ |
| 1.º | Rep. Dominicana   | 2        | 2        | 0        | 10  | 6    | 0    | MAX   | 150    | 85     | 1.764  |
| 2.º | Trinidad y Tobago | 2        | 1        | 1        | 3   | 3    | 5    | 0.600 | 156    | 177    | 0.881  |
| 3.º | Costa Rica        | 2        | 0        | 2        | 2   | 2    | 6    | 0.333 | 141    | 185    | 0.762  |

| Fecha            | Hora  | Equipo 1        | Sets  | Equipo 2          | Set 1 | Set 2 | Set 3 | Set 4 | Set 5 | Total   |
| ---------------- | ----- | --------------- | ----- | ----------------- | ----- | ----- | ----- | ----- | ----- | ------- |
| 16 de septiembre | 14:00 | Rep. Dominicana | 3 : 0 | Costa Rica        | 25-13 | 25-6  | 25-20 |       |       | 75-39   |
| 17 de septiembre | 14:00 | Costa Rica      | 2 : 3 | Trinidad y Tobago | 14-25 | 25-22 | 25-21 | 25-27 | 13-15 | 102-110 |
| 18 de septiembre | 14:00 | Rep. Dominicana | 3 : 0 | Trinidad y Tobago | 25-13 | 25-20 | 25-13 |       |       | 75–46   |

### Grupo B
|     |                | Partidos | Partidos | Partidos |     | Sets | Sets | Sets  | Puntos | Puntos | Puntos |
| Pos | Equipo         | PJ       | PG       | PP       | Pts | SG   | SP   | Ratio | PG     | PP     | Ratio  |
| --- | -------------- | -------- | -------- | -------- | --- | ---- | ---- | ----- | ------ | ------ | ------ |
| 1.º | Estados Unidos | 2        | 2        | 0        | 10  | 6    | 0    | MAX   | 150    | 66     | 2.273  |
| 2.º | México         | 2        | 1        | 1        | 3   | 3    | 5    | 0.600 | 144    | 182    | 0.791  |
| 3.º | Cuba           | 2        | 0        | 2        | 2   | 2    | 6    | 0.333 | 141    | 187    | 0.754  |

| Fecha            | Hora  | Equipo 1       | Sets  | Equipo 2 | Set 1 | Set 2 | Set 3 | Set 4 | Set 5 | Total   |
| ---------------- | ----- | -------------- | ----- | -------- | ----- | ----- | ----- | ----- | ----- | ------- |
| 16 de septiembre | 20:00 | Estados Unidos | 3 : 0 | México   | 25-9  | 25-12 | 25-11 |       |       | 75-32   |
| 17 de septiembre | 20:00 | México         | 3 : 2 | Cuba     | 25-18 | 25-23 | 23-25 | 21-25 | 18-16 | 112-107 |
| 18 de septiembre | 20:00 | Estados Unidos | 3 : 0 | Cuba     | 25-9  | 25-13 | 25-12 |       |       | 75–34   |

### Grupo C
|     |             | Partidos | Partidos | Partidos |     | Sets | Sets | Sets  | Puntos | Puntos | Puntos |
| Pos | Equipo      | PJ       | PG       | PP       | Pts | SG   | SP   | Ratio | PG     | PP     | Ratio  |
| --- | ----------- | -------- | -------- | -------- | --- | ---- | ---- | ----- | ------ | ------ | ------ |
| 1.º | Puerto Rico | 2        | 2        | 0        | 8   | 6    | 2    | 3.000 | 175    | 142    | 1.232  |
| 2.º | Canadá      | 2        | 1        | 1        | 7   | 5    | 3    | 1.666 | 182    | 137    | 1.328  |
| 3.º | Santa Lucía | 2        | 0        | 2        | 0   | 0    | 6    | 0.000 | 72     | 150    | 0.480  |

| Fecha            | Hora  | Equipo 1    | Sets  | Equipo 2    | Set 1 | Set 2 | Set 3 | Set 4 | Set 5 | Total   |
| ---------------- | ----- | ----------- | ----- | ----------- | ----- | ----- | ----- | ----- | ----- | ------- |
| 16 de septiembre | 17:30 | Puerto Rico | 3 : 0 | Santa Lucía | 25-8  | 25-15 | 25-12 |       |       | 75-35   |
| 17 de septiembre | 17:30 | Canadá      | 3 : 0 | Santa Lucía | 25-14 | 25-9  | 25-14 |       |       | 75-37   |
| 18 de septiembre | 17:30 | Puerto Rico | 3 : 2 | Canadá      | 19-25 | 28-26 | 25-23 | 13-25 | 15-8  | 100-107 |

## Ronda final
- Del 19 al 21 de septiembre
- Sede:  Arena Ralston
- Todos los horarios corresponden a la hora de Omaha, Estados Unidos ( UTC-05:00 )

|  |                                |                                |                                |  |  | Cuartos de final 19 de septiembre | Cuartos de final 19 de septiembre | Cuartos de final 19 de septiembre |  |  | Semifinales 20 de septiembre | Semifinales 20 de septiembre | Semifinales 20 de septiembre |  |  | Final 21 de septiembre         | Final 21 de septiembre         | Final 21 de septiembre         |
|  |                                |                                |                                |  |  |                                   |                                   |                                   |  |  |                              |                              |                              |  |  |                                |                                |                                |
|  |                                |                                |                                |  |  |                                   |                                   |                                   |  |  | 1B                           | Estados Unidos               | 3                            |  |  |                                |                                |                                |
|  | Quinto puesto 21 de septiembre | Quinto puesto 21 de septiembre | Quinto puesto 21 de septiembre |  |  | 2C                                | Canadá                            | 3                                 |  |  | 2C                           | Canadá                       | 0                            |  |  |                                |                                |                                |
|  |                                |                                |                                |  |  | 2A                                | Trinidad y Tobago                 | 0                                 |  |  |                              |                              |                              |  |  | 1B                             | Estados Unidos                 | 3                              |
|  | 2A                             | Trinidad y Tobago              | 0                              |  |  |                                   |                                   |                                   |  |  |                              |                              |                              |  |  | 1AB                            | Rep. Dominicana                | 1                              |
|  | 2B                             | México                         | 3                              |  |  |                                   |                                   |                                   |  |  | 1A                           | Rep. Dominicana              | 3                            |  |  |                                |                                |                                |
|  |                                |                                |                                |  |  | 1C                                | Puerto Rico                       | 3                                 |  |  | 1C                           | Puerto Rico                  | 1                            |  |  | Tercer puesto 21 de septiembre | Tercer puesto 21 de septiembre | Tercer puesto 21 de septiembre |
|  |                                |                                |                                |  |  | 2B                                | México                            | 0                                 |  |  |                              |                              |                              |  |  |                                |                                |                                |
|  |                                |                                |                                |  |  |                                   |                                   |                                   |  |  |                              |                              |                              |  |  | 2C                             | Canadá                         | 0                              |
|  |                                |                                |                                |  |  |                                   |                                   |                                   |  |  |                              |                              |                              |  |  | 1C                             | Puerto Rico                    | 3                              |

### Clasificación 7°-9° puesto
| Fecha            | Hora  | Equipo 1 | Sets  | Equipo 2    | Set 1 | Set 2 | Set 3 | Set 4 | Set 5 | Total |
| ---------------- | ----- | -------- | ----- | ----------- | ----- | ----- | ----- | ----- | ----- | ----- |
| 19 de septiembre | 14:00 | Cuba     | 3 : 0 | Santa Lucía | 25-16 | 25-15 | 25-6  |       |       | 75-37 |

### Cuartos de final
| Fecha            | Hora  | Equipo 1    | Sets  | Equipo 2          | Set 1 | Set 2 | Set 3 | Set 4 | Set 5 | Total |
| ---------------- | ----- | ----------- | ----- | ----------------- | ----- | ----- | ----- | ----- | ----- | ----- |
| 19 de septiembre | 17:30 | Canadá      | 3 : 0 | Trinidad y Tobago | 27-25 | 25-11 | 25-22 |       |       | 77–58 |
| 19 de septiembre | 20:00 | Puerto Rico | 3 : 0 | México            | 25-16 | 25-22 | 25-19 |       |       | 75–57 |

### Séptimo puesto
| Fecha            | Hora  | Equipo 1   | Sets  | Equipo 2 | Set 1 | Set 2 | Set 3 | Set 4 | Set 5 | Total |
| ---------------- | ----- | ---------- | ----- | -------- | ----- | ----- | ----- | ----- | ----- | ----- |
| 20 de septiembre | 14:00 | Costa Rica | 1 : 3 | Cuba     | 24-26 | 25-23 | 15-25 | 22-25 |       | 86–99 |

### Semifinales
| Fecha            | Hora  | Equipo 1        | Sets  | Equipo 2    | Set 1 | Set 2 | Set 3 | Set 4 | Set 5 | Total |
| ---------------- | ----- | --------------- | ----- | ----------- | ----- | ----- | ----- | ----- | ----- | ----- |
| 20 de septiembre | 17:30 | Rep. Dominicana | 3 : 1 | Puerto Rico | 25-18 | 26-24 | 19-25 | 25-21 |       | 95–88 |
| 20 de septiembre | 20:00 | Estados Unidos  | 3 : 0 | Canadá      | 25-22 | 25-14 | 25-15 |       |       | 75–51 |

### Quinto puesto
| Fecha            | Hora  | Equipo 1          | Sets  | Equipo 2 | Set 1 | Set 2 | Set 3 | Set 4 | Set 5 | Total |
| ---------------- | ----- | ----------------- | ----- | -------- | ----- | ----- | ----- | ----- | ----- | ----- |
| 21 de septiembre | 14:00 | Trinidad y Tobago | 0 : 3 | México   | 23-25 | 19-25 | 22-25 |       |       | 64–75 |

### Tercer puesto
| Fecha            | Hora  | Equipo 1    | Sets  | Equipo 2 | Set 1 | Set 2 | Set 3 | Set 4 | Set 5 | Total |
| ---------------- | ----- | ----------- | ----- | -------- | ----- | ----- | ----- | ----- | ----- | ----- |
| 21 de septiembre | 17:30 | Puerto Rico | 3 : 0 | Canadá   | 25-23 | 25-16 | 25-16 |       |       | 75-55 |

### Final
| Fecha            | Hora  | Equipo 1       | Sets  | Equipo 2        | Set 1 | Set 2 | Set 3 | Set 4 | Set 5 | Total |
| ---------------- | ----- | -------------- | ----- | --------------- | ----- | ----- | ----- | ----- | ----- | ----- |
| 21 de septiembre | 20:00 | Estados Unidos | 3 : 1 | Rep. Dominicana | 25-19 | 26-24 | 21-25 | 25-19 |       | 97-87 |

## Posiciones finales
| Pos.              | Equipo               |
| ----------------- | -------------------- |
| Medalla de oro    | Estados Unidos       |
| Medalla de plata  | República Dominicana |
| Medalla de bronce | Puerto Rico          |
| 4                 | Canadá               |
| 5                 | México               |
| 6                 | Trinidad y Tobago    |
| 7                 | Cuba                 |
| 8                 | Costa Rica           |
| 9                 | Santa Lucía          |

| \| \| \| \| \| Campeón Estados Unidos[2] 7.º título \| Plantel: 1 Alisha Rebecca Glass Childress, 7 Cassidy Lichtman, 8 Lauren Gibbemeyer, 9 Kristin Lynn Hildebrand , 10 Jordan Larson-Burbach, 12 Kayla Banwarth, 13 Christa Deanne Harmotto Dietzen, 14 Nicole Marie Fawcett, 15 Kelly Murphy, 17 Lauren Paolini, 20 Jenna Hagglund, 24 Kimberly Hill. Entrenador: Karch Kiraly |
| |
| |
| Campeón Estados Unidos 7.º título |

|                                   |
|                                   |
| Campeón Estados Unidos 7.º título |

## Distinciones individuales
| Categoría                   | Ganadora                                          |
| --------------------------- | ------------------------------------------------- |
| Jugadora Más Valiosa (MVP)  | Kelly Murphy                                      |
| Mejor colocadora / armadora | Alisha Rebecca Glass Childress                    |
| Mejor punta / receptora     | Bethania de la Cruz Peña Áurea Esther Cruz Dalmau |
| Mejor central / media       | Sinead Jack-Kisal Cándida Estefany Arias Pérez    |
| Mejor atacante opuesta      | Kelly Murphy                                      |
| Mejor líbero                | Janie Guimond                                     |
| Mayor anotadora             | Karina Ocasio Clemente                            |
| Mejor atacante              | Kelly Murphy                                      |
| Mejor bloqueadora           | Sinead Jack-Kisal                                 |
| Mejor servidora             | Jordan Larson-Burbach                             |
| Mejor defensora             | Brenda Castillo                                   |
| Mejor receptora             | Debora Seilhamer                                  |